# Kadi (rechter)

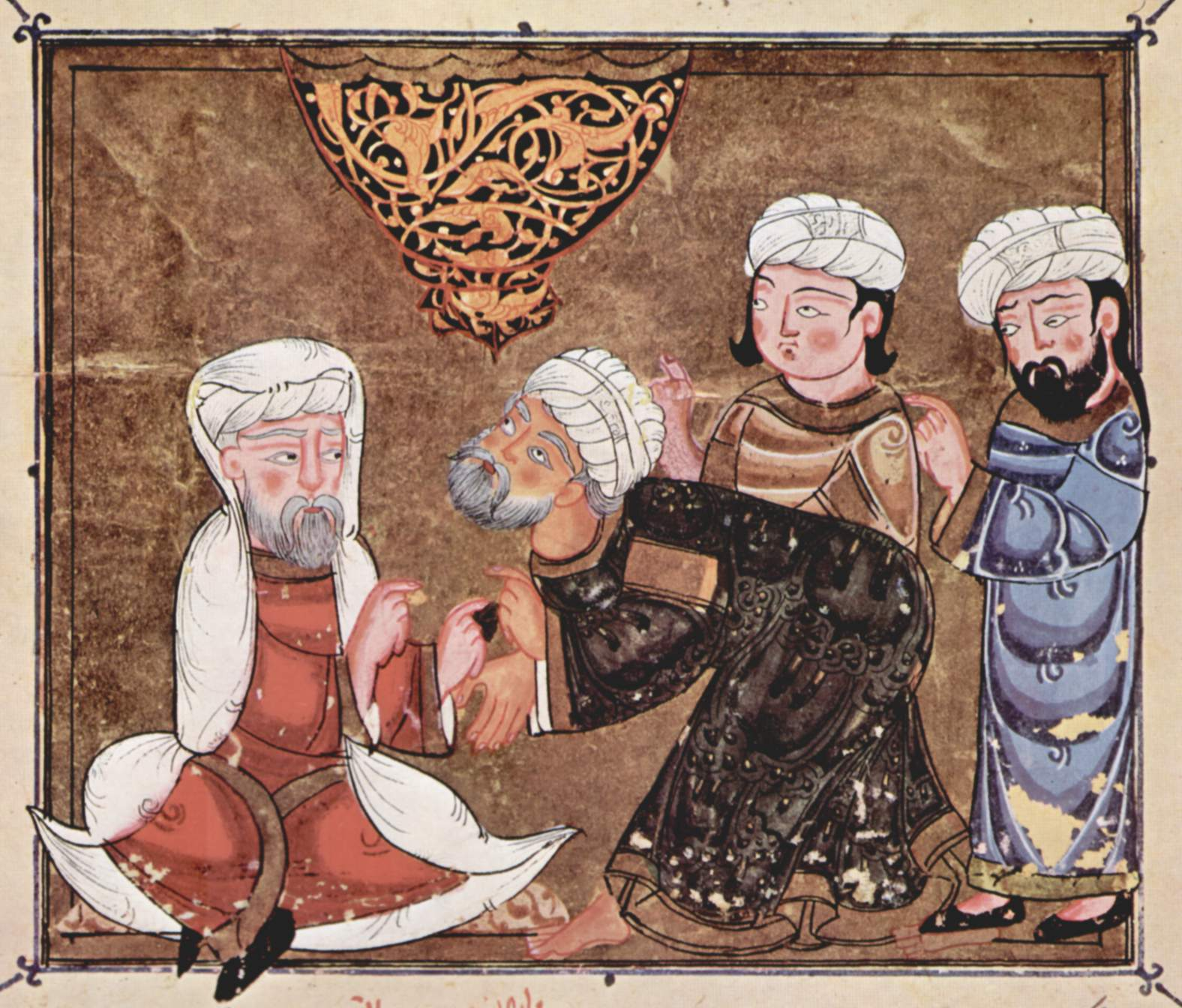
Abu Zayd pleit bij de kadi van Ma'arrat al-Numan (1334)

Een kadi (Arabisch: قاضى) is een islamitische rechter die op grond van de sharia, de islamitische wetgeving, oordeelt. Omdat er in de islam geen scheiding is tussen de religieuze en seculiere wereld, hebben kadi's feitelijk jurisdictie over alle rechterlijke zaken van moslims. Het oordeel van een kadi moet gebaseerd zijn op idjma, een van de vier bronnen van de fikh.

## De rol van kadi's in islamitische landen
Als een kadi een uitspraak moet doen in strafzaken over een zwaar vergrijp, zeker wanneer de doodstraf de strafmaat is, moet zijn oordeel bevestigd worden door een moefti die de uitspraak toetst aan de sharia.

### Grondwettelijke staten
In landen binnen de islamitische wereld waar de regering zich oriënteert op de westerse wereld, zoals Turkije, en waar geen sharia aan de basis staat van het wetssysteem, worden rechters en magistraten nog steeds kadi's genoemd.
In het Ottomaanse Rijk werden kadi's benoemd door de Veliyu l-Emr. Hun bevoegdheden waren groot: in feite waren ze een soort snelrechters annex stadsbestuurders. Tijdens de secularisatie van Turkije onder de Jonge Turken en Kemal Atatürk werden ze vervangen door seculiere rechtbanken.

### Gemengd religieuze/wereldlijke staten
In landen waar een gemengd wetsstelsel heerst, zoals in Egypte, spreekt de kadi in zowel strafrecht- als civielrechtelijke zaken een voorlopig oordeel uit, dat als zwaarwegend advies door de burgerlijke rechter wordt meegenomen in diens oordeel.
In sommige islamitische landen, waar de positie van kadi's voorheen teruggebracht was tot het niveau van vertrouwenspersoon in juridische zaken of tot nog minder in het kader van de verwestelijking, is hun functie en status opnieuw ingevoerd, zoals in sommige noordelijke provincies van Nigeria.

## Comoren
Op het eiland Mayotte, een van de Comoren, destijds een sultanaat, werd de titel kadi gebruikt als aanduiding voor Omar, de bestuurder van het eiland van 19 november 1835 tot in 1836, toen het eiland veroverd en geannexeerd was door het sultanaat van het grotere Comoren-eiland Anjouan/Narvani.